# Rossija 24
Rossija 24 (in russo Россия 24?) è un canale televisivo all-news russo di proprietà di VGTRK, la televisione di Stato della Russia.
Lanciato il 1º luglio 2006 (come canale del pacchetto NTV-Plus) e il 1º gennaio 2007 (come free-to-view) con il nome Vesti (in russo Вести?), ha assunto l'attuale denominazione il 1º gennaio 2010.

Logo di Vesti (2006-2007)

Logo di Vesti (2007-2009)